# Gornergletscher
Gornergletscher är en glaciär i Schweiz. Den ligger i den södra delen av landet. Gornergletscher ligger mellan 4 600 och 2 140 meter över havet. Arean är 54 kvadratkilometer.
Glaciärens ursprung är Monte Rosa-massivet.
Trakten runt Gornergletscher består av andra glaciärer och av kala bergstoppar.